# Col de la Colombière
Der Col de la Colombière ist ein Gebirgspass mit einer Höhe von 1613 m in den Französischen Alpen im Département Haute-Savoie. Die durchgehend asphaltierte Straße verbindet das Tal der Arve bei Cluses mit dem Tal der Borne bei Le-Grand-Bornand. Von dort führt eine Straße über einen kleinen Rücken nach Annecy oder über den Col des Aravis zum Tal des Arly. Die verkehrstechnische Bedeutung ist gering, da es für beide Richtungen besser ausgebaute und kürzere Verbindungen durch die Täler gibt.
Auf der Nordseite liegt auf etwa halber Höhe das Dorf Le Reposoir, welches für seinen speziellen Käse, den Reblochon, bekannt ist, der häufig für das regionale Käsefondue verwendet wird.

## Radsport

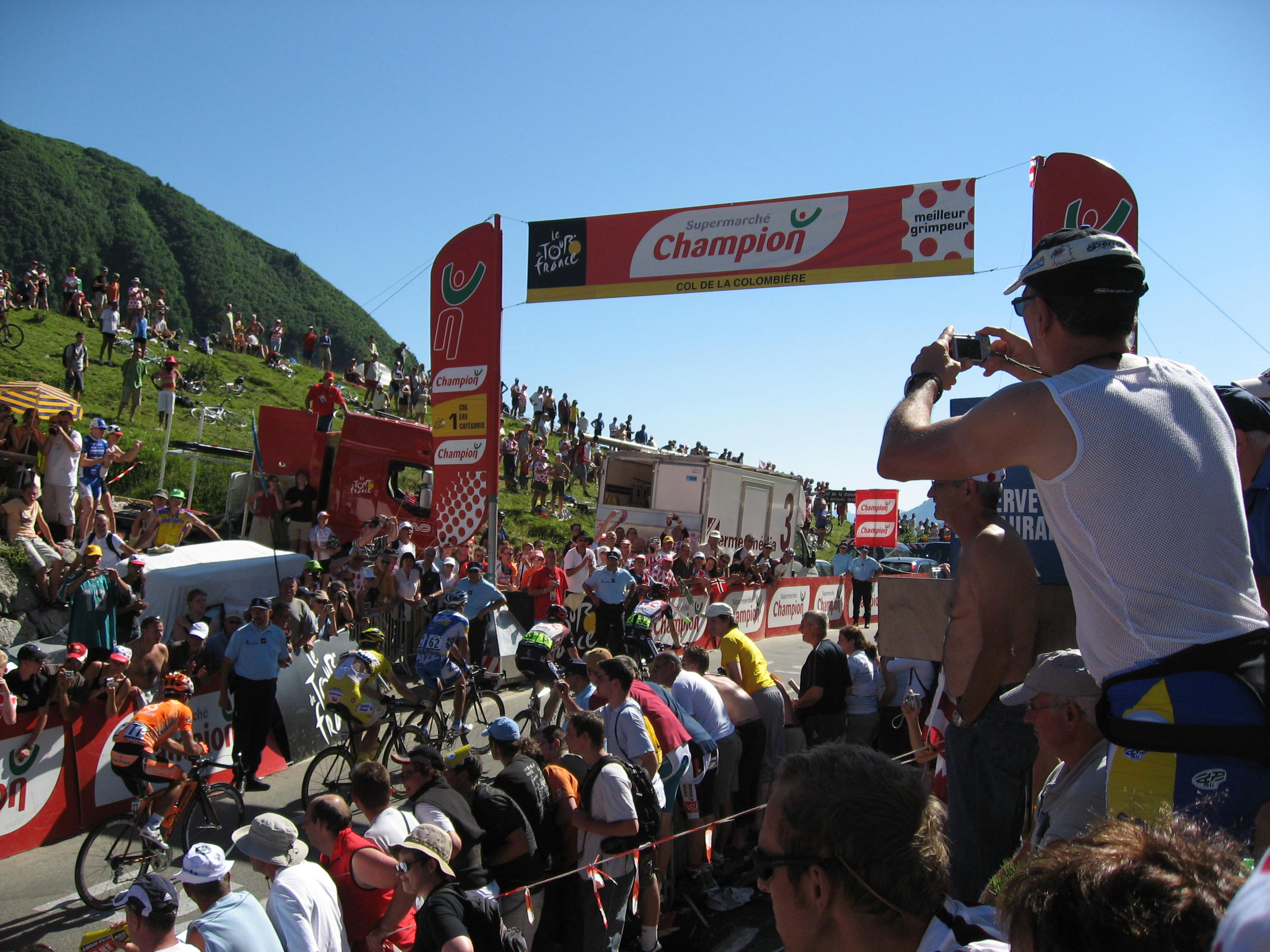
Das Peloton am Col de la Colombière bei der 7. Etappe der Tour de France 2007

Der Col de la Colombière war schon mehrfach im Programm der Tour de France, so 2005, 2006, 2010 wo er in Verbindung mit dem Col des Aravis und dem Col des Saisies gefahren wurde, und 2007. Trotz seiner geringen absoluten Höhe ist dieser Pass besonders auf der Nordseite schwer zu fahren, da die zu überwindende Höhe und der zehn Prozent steile letzte Kilometer zur Passhöhe hochalpine Vergleiche zulässt.
Anbei die Fahrer, die den Pass im jeweiligen Jahr der Tour de France als erster überfuhren:
- 1960: Fernando Manzaneque, Spanien
- 1968: Barry Hoban, Vereinigtes Königreich
- 1975: Vicente López Carril, Spanien
- 1978: René Bittinger, Frankreich
- 1980: Ludo Loos, Belgien
- 1982: Jean-René Bernaudeau, Frankreich
- 1983: Jacques Michaud, Frankreich
- 1984: Jérôme Simon, Frankreich
- 1985: Luis Herrera, Kolumbien
- 1987: Eduardo Chozas, Spanien
- 1990: Thierry Claveyrolat, Frankreich
- 1991: Thierry Claveyrolat, Frankreich
- 1994: Pēteris Ugrjumovs, Lettland
- 1997: Richard Virenque, Frankreich
- 2000: Marco Pantani, Italien
- 2002: Mario Aerts, Belgien
- 2006: Floyd Landis, USA
- 2007: Linus Gerdemann, Deutschland
- 2009: Fränk Schleck, Luxemburg
- 2010: Christophe Moreau, Frankreich
- 2016: Thomas De Gendt, Belgien
- 2018: Julian Alaphilippe, Frankreich